# كانداس ويلر
كانداس ويلر (بالإنجليزية: Candace Wheeler)‏ هي مصممة ديكور ‏ ومهندسة معمارية أمريكية، ولدت في 1827 في دلهي في الولايات المتحدة، وتوفيت في 1923.